# Культурно-освітня робота (журнал)
«Культурно-освітня робота» — український радянський щомісячний журнал, орган Міністерства культури і Ради профспілок УРСР.
Журнал видавався в Києві з 1947 р., а з 1954 р. змінив назву на «Соціалістична культура». Видання було призначене для працівників сільських бібліотек, клубів, будинків культури тощо. Містило методичні поради з агітаційно-масової та інших робіт для фахівців культосвітньої галузі. У зміненому форматі існує й донині як журнал «Українська культура».